# Агирре, Эрик
Э́рик Герма́н Аги́рре Тафо́лья (исп. Érick Germain Aguirre Tafolla; род. 23 февраля 1997, Уруапан, Мичоакан) — мексиканский футболист, защитник клуба «Монтеррей» и сборной Мексики. Бронзовый призёр Олимпийских игр 2020 года в Токио.

## Клубная карьера
Агирре — воспитанник клуба «Монаркас Морелия». 9 августа 2014 года в матче против «Тихуаны» он дебютировал в мексиканской Примере. 20 сентября в поединке против УНАМ Пумас Эрик забил свой первый гол за «персиков». Летом 2016 года Агирре перешёл в «Пачуку». 17 июля в матче против «Леона» он дебютировал за новую команду, заменив во втором тайме Родольфо Писарро. В 2017 году Агирре помог «Пачуке» выиграть Лигу чемпионов КОНКАКАФ.

## Международная карьера
В 2013 году в составе юношеской сборной Мексики Эрик стал победителем юношеского чемпионата КОНКАКАФ в Панаме. На турнире он сыграл в матчах против команд Гватемалы, Панамы и Гондураса.
В том же году Агирре помог сборной завоевать серебряные медали на юношеском чемпионате мира в ОАЭ. На турнире он сыграл в матчах против команд Италии, Бразилии, Ирака, Швеции, Аргентины и Нигерии.
В 2015 году Эрик был включён в заявку молодёжной сборной Мексики на участие в молодёжном кубке КОНКАКАФ на Ямайке. На турнире он сыграл в матчах против молодёжных команд Кубы, Гондураса, Канады, Сальвадора, Гаити и Панамы. По итогам соревнований Эрик завоевал золотую медаль.
Летом того же года Агирре принял участие в молодёжном чемпионате мира в Новой Зеландии. На турнире он сыграл в матчах против Уругвая, Сербии и Мали.
Летом 2016 года Эрик в составе олимпийской сборной Мексики принял участие в Олимпийских играх в в Рио-де-Жанейро. На турнире он сыграл в матчах против команд Фиджи и Южной Кореи.
В 2018 году в товарищеском матче против сборной США Агирре дебютировал за сборную Мексики.

## Достижения
Командные
«Пачука»
- Победитель Лиги чемпионов КОНКАКАФ — 2016/2017

Международные
Мексика (до 17)
- Чемпион юношеского чемпионата КОНКАКАФ: 2013
- Серебряный призёр юношеского чемпионата мира: 2013

Мексика (до 20)
- Чемпион КОНКАКАФ среди молодёжных команд: 2015